# Lista över vattendrag i Finland
Detta är en ofullständig lista över vattendrag i Finland.

## Vattendrag som avvattnas tillLadoga
- Jänisjoki
- Tohmajoki
- Hiitola å (fi. Hiitolanjoki)
- Vuoksen (fi. Vuoksi)

## Vattendrag som avvattnas tillFinska viken
- Juustila å (fi. Juustilanjoki)
- Hounijoki
- Tervajoki
- Vilajoki
- Urpala å (fi. Urpalanjoki)
- Vaalimaanjoki
- Virojoki
- Vehkajoki
- Summanjoki
- Kymmene älv (fi. Kymijoki)
- Tessjöån (fi. Taasianjoki)
- Forsby å (fi. Koskenkylänjoki)
- Illbyån (fi. Ilolanjoki)
- Borgå å (fi. Porvoonjoki)
- Svartsån (fi. Mustijoki)
- Sibbo å (fi. Sipoonjoki)
- Vanda å (fi. Vantaanjoki)
- Gräsaån (fi. Gräsanoja)
- Esbo å (fi. Espoonjoki)
- Sjundeå å (fi. Siuntionjoki)
- Ingå å (fi. Inkoonjoki)
- Svartån (fi. Karjaanjoki eller Mustionjoki)

## Vattendrag som avvattnas tillSkärgårdshavet
- Halikko å (fi. Halikonjoki)
- Kisko å - Bjärnå å (fi. Kiskonjoki - Perniönjoki)
- Uskela å / Salo å (fi. Uskelanjoki)
- Pemar å (fi. Paimionjoki)
- Aura å (fi. Aurajoki)
- Reso å (fi. Raisionjoki)
- Hirvijoki
- Virmo å (fi. Mynäjoki)
- Laajoki

## Vattendrag som avvattnas tillBottenhavet
- Sirppujoki
- Lapinjoki
- Eura å (fi. Eurajoki)
- Kumo älv (fi. Kokemäenjoki)
- Karvia å (fi. Karvianjoki)
- Uksjoki
- Lappfjärds å (fi. Lapväärtinjoki) eller Storå (fi. Isojoki)
- Tjöck å (fi. Teuvanjoki)
- Närpes å (fi. Närvijoki eller Närpiönjoki)
- Malax å (fi. Maalahdenjoki)
- Laihela å - Toby å (fi. Laihianjoki)

## Vattendrag som avvattnas tillBottenviken
- Kyro älv (fi. Kyrönjoki)
- Kimo å (fi. Oravaistenjoki)
- Lappo å / Nykarleby älv (fi. Lapuanjoki)
- Kovjoki å (fi. Kovjoki)
- Purmo å (fi. Purmojoki)
- Esse å (fi. Ähtävänjoki)
- Kronoby å (fi. Kruunupyynjoki)
- Perho å (fi. Perhonjoki)
- Kelviå å (fi. Kälviänjoki)
- Lesti å (fi. Lestijoki)
- Pöntiönjoki
- Kalajoki älv (fi. Kalajoki)
- Pyhäjoki älv (fi. Pyhäjoki)
- Liminkaoja
- Piehinkijoki
- Siikajoki älv (fi. Siikajoki)
- Temmesjoki
  - Tyrnävänjoki
- Ule älv (fi. Oulujoki)
  - Kajana älv (fi. Kajaaninjoki)
- Kiminge älv (fi. Kiiminginjoki)
- Ijo älv (fi. Iijoki)
- Olhavanjoki
- Kuivajoki
- Simo älv (fi. Simojoki)
- Kemi älv (fi. Kemijoki)
- Kaakamojoki
- Torne älv (fi. Tornionjoki)
  - Aapajoki
  - Tengeli älv (fi. Tengeliönjoki)
  - Muonio älv (fi. Muonionjoki)
    - Könkämäälven (fi. Könkämäeno, nordsamiska Geaggáneatnu)
    - Lätäseno (nordsamiska: Leahttáseatnu)

## Vattendrag som avvattnas tillBarents hav
- Tana älv (fi. Tenojoki, samiska Deatnu)
  - Enare älv (fi. Inarinjoki, samiska Anárjohka)
- Neidenälven (fi. Näätämöjoki, nordsamiska Njávdánjohka)
- Pasvik älv (fi. Paasjoki, skoltsamiska Paaččjokk, nordsamiska Báhčeveaijohka)
  - Lemmenjoki (nordsamiska Leammijohka)
  - Ivalojoki (nordsamiska: Avviljohka, enaresamiska: Avveeljuuhâ)
- Tuloma älv (fi. Tuulomajoki, skoltsamiska Tuållâmjokk, nordsamiska Doallánjohka)

## Vattendrag som avvattnas tillVita havet
- Koundaälven (fi. Koutajoki)
- Kem (fi. Vienan Kemi)